# 2024-es Formula–E São Pauló nagydíj (11. szezon)
A 2024-es (11. szezon) Formula–E São Pauló nagydíjat december 7-én rendezték meg a São Paulo Street Circuit pályán. Ez volt a 2024–25-ös szezon évadnyitó versenye. A futam magyar idő szerint 18 órakor kezdődött. A versenyt Mitch Evans nyerte meg az utolsó helyről rajtolva, míg Taylor Barnard lett a legfiatalabb dobogós a Formula–E történelmében.

## Eredmények

### 1. szabadedzés
| Poz. | #  | Versenyző              | Csapat                           | Idő      | Különbség |
| ---- | -- | ---------------------- | -------------------------------- | -------- | --------- |
| 1    | 23 | Oliver Rowland         | Nissan Formula E Team            | 1:10.162 | N/A       |
| 2    | 17 | Norman Nato            | Nissan Formula E Team            | 1:10.242 | +0.080    |
| 3    | 27 | Jake Dennis            | Andretti Formula E               | 1:10.429 | +0.267    |
| 4    | 48 | Edoardo Mortara        | Mahindra Racing                  | 1:10.471 | +0.309    |
| 5    | 5  | Taylor Barnard         | NEOM McLaren Formula E Team      | 1:10.586 | +0.424    |
| 6    | 9  | Mitch Evans            | Jaguar TCS Racing                | 1:10.600 | +0.438    |
| 7    | 4  | Robin Frijns           | Envision Racing                  | 1:10.632 | +0.470    |
| 8    | 13 | António Félix da Costa | TAG Heuer Porsche Formula E Team | 1:10.638 | +0.476    |
| 9    | 1  | Pascal Wehrlein        | TAG Heuer Porsche Formula E Team | 1:10.654 | +0.492    |
| 10   | 37 | Nick Cassidy           | Jaguar TCS Racing                | 1:10.842 | +0.680    |
| 11   | 55 | Jake Hughes            | Maserati MSG Racing              | 1:10.852 | +0.690    |
| 12   | 21 | Nyck de Vries          | Mahindra Racing                  | 1:10.857 | +0.695    |
| 13   | 7  | Maximilian Günther     | DS Penske                        | 1:10.893 | +0.731    |
| 14   | 11 | Lucas di Grassi        | Lola Yamaha ABT Formula E Team   | 1:10.923 | +0.761    |
| 15   | 25 | Jean-Éric Vergne       | DS Penske                        | 1:10.930 | +0.768    |
| 16   | 16 | Sébastien Buemi        | Envision Racing                  | 1:10.946 | +0.784    |
| 17   | 2  | Stoffel Vandoorne      | Maserati MSG Racing              | 1:11.110 | +0.948    |
| 18   | 3  | David Beckmann         | Cupra Kiro                       | 1:11.345 | +1.183    |
| 19   | 33 | Dan Ticktum            | Cupra Kiro                       | 1:11.409 | +1.247    |
| 20   | 22 | Zane Maloney           | Lola Yamaha ABT Formula E Team   | 1:11.483 | +1.321    |
| 21   | 8  | Sam Bird               | NEOM McLaren Formula E Team      | 1:12.418 | +2.256    |
| 22   | 51 | Nico Müller            | Andretti Formula E               | 1:13.434 | +3.272    |

### 2. szabadedzés
| Poz. | #  | Versenyző              | Csapat                           | Idő      | Különbség |
| ---- | -- | ---------------------- | -------------------------------- | -------- | --------- |
| 1    | 27 | Jake Dennis            | Andretti Formula E               | 1:09.617 | N/A       |
| 2    | 13 | António Félix da Costa | TAG Heuer Porsche Formula E Team | 1:09.655 | +0.038    |
| 3    | 23 | Oliver Rowland         | Nissan Formula E Team            | 1:09.708 | +0.091    |
| 4    | 1  | Pascal Wehrlein        | TAG Heuer Porsche Formula E Team | 1:09.776 | +0.159    |
| 5    | 9  | Mitch Evans            | Jaguar TCS Racing                | 1:09.931 | +0.314    |
| 6    | 4  | Robin Frijns           | Envision Racing                  | 1:09.989 | +0.372    |
| 7    | 16 | Sébastien Buemi        | Envision Racing                  | 1:10.022 | +0.405    |
| 8    | 51 | Nico Müller            | Andretti Formula E               | 1:10.049 | +0.432    |
| 9    | 7  | Maximilian Günther     | DS Penske                        | 1:10.116 | +0.499    |
| 10   | 33 | Dan Ticktum            | Cupra Kiro                       | 1:10.211 | +0.594    |
| 11   | 2  | Stoffel Vandoorne      | Maserati MSG Racing              | 1:10.231 | +0.614    |
| 12   | 25 | Jean-Éric Vergne       | DS Penske                        | 1:10.244 | +0.627    |
| 13   | 3  | David Beckmann         | Cupra Kiro                       | 1:10.249 | +0.632    |
| 14   | 21 | Nyck de Vries          | Mahindra Racing                  | 1:10.270 | +0.653    |
| 15   | 48 | Edoardo Mortara        | Mahindra Racing                  | 1:10.276 | +0.659    |
| 16   | 37 | Nick Cassidy           | Jaguar TCS Racing                | 1:10.339 | +0.722    |
| 17   | 8  | Sam Bird               | NEOM McLaren Formula E Team      | 1:10.475 | +0.858    |
| 18   | 5  | Taylor Barnard         | NEOM McLaren Formula E Team      | 1:10.718 | +1.101    |
| 19   | 55 | Jake Hughes            | Maserati MSG Racing              | 1:11.041 | +1.424    |
| 20   | 22 | Zane Maloney           | Lola Yamaha ABT Formula E Team   | 1:11.053 | +1.436    |
| 21   | 17 | Norman Nato            | Nissan Formula E Team            | 1:12.041 | +2.424    |
| 22   | 11 | Lucas di Grassi        | Lola Yamaha ABT Formula E Team   | 1:12.402 | +2.785    |

### Időmérő
Formula–E-s időmérős formátum: A csoportokból az első 4 jut tovább a párbaj részbe. A csoportokba a világbajnoki tabella alapján kerülnek be a versenyzők, a páratlanok az A, míg a páros helyezettek a B csoportba kerülnek. A csoportkörben a versenyzők maximum 300kW energiát használhatnak fel kétkerék-meghajtás mellett, míg a párbajok során a felhasználható energia 350kW-ra emelkedik és negykerék-meghajtásra kapcsolnak fel. Aki megszerzi az első rajtkockát, 3 világbajnoki pontot szerez.

#### Csoportkör

##### A csoport
| Poz. | #  | Versenyző              | Csapat                           | Idő      | Különbség |
| ---- | -- | ---------------------- | -------------------------------- | -------- | --------- |
| 1    | 27 | Jake Dennis            | Andretti Formula E               | 1:11.732 | N/A       |
| 2    | 13 | António Félix da Costa | TAG Heuer Porsche Formula E Team | 1:11.891 | +0.159    |
| 3    | 23 | Oliver Rowland         | Nissan Formula E Team            | 1:11.899 | +0.167    |
| 4    | 25 | Jean-Éric Vergne       | DS Penske                        | 1:11.952 | +0.220    |
|      |    |                        |                                  |          |           |
| 5    | 37 | Nick Cassidy           | Jaguar TCS Racing                | 1:12.055 | +0.323    |
| 6    | 16 | Sébastien Buemi        | Envision Racing                  | 1:12.068 | +0.336    |
| 7    | 11 | Lucas di Grassi        | Lola Yamaha ABT Formula E Team   | 1:12.100 | +0.368    |
| 8    | 8  | Sam Bird               | NEOM McLaren Formula E Team      | 1:12.113 | +0.381    |
| 9    | 55 | Jake Hughes            | Maserati MSG Racing              | 1:12.154 | +0.422    |
| 10   | 3  | David Beckmann         | Cupra Kiro                       | 1:12.310 | +0.578    |
| 11   | 21 | Nyck de Vries          | Mahindra Racing                  | 1:12.317 | +0.585    |

##### B csoport
| Poz. | #  | Versenyző          | Csapat                           | Idő      | Különbség |
| ---- | -- | ------------------ | -------------------------------- | -------- | --------- |
| 1    | 1  | Pascal Wehrlein    | TAG Heuer Porsche Formula E Team | 1:11.717 | N/A       |
| 2    | 48 | Edoardo Mortara    | Mahindra Racing                  | 1:11.933 | +0.216    |
| 3    | 7  | Maximilian Günther | Dragon Racing                    | 1:11.953 | +0.236    |
| 4    | 17 | Norman Nato        | Nissan Formula E Team            | 1:11.972 | +0.255    |
|      |    |                    |                                  |          |           |
| 5    | 2  | Stoffel Vandoorne  | Maserati MSG Racing              | 1:12.046 | +0.329    |
| 6    | 33 | Dan Ticktum        | Cupra Kiro                       | 1:12.047 | +0.330    |
| 7    | 4  | Robin Frijns       | Envision Racing                  | 1:12.161 | +0.444    |
| 8    | 51 | Nico Müller        | Andretti Formula E               | 1:12.176 | +0.459    |
| 9    | 5  | Taylor Barnard     | NEOM McLaren Formula E Team      | 1:12.423 | +0.706    |
| 10   | 22 | Zane Maloney       | Lola Yamaha ABT Formula E Team   | 1:12.550 | +0.833    |
| 11   | 9  | Mitch Evans        | Jaguar TCS Racing                | N/A      | N/A       |

#### Párbaj
|  | Negyeddöntő | Negyeddöntő            | Negyeddöntő            |                 |  | Középdöntő | Középdöntő | Középdöntő |  |  | Döntő | Döntő | Döntő |  |
|  |             |                        |                        |                 |  |            |            |            |  |  |       |       |       |  |
|  | A2          | Oliver Rowland         | Oliver Rowland         |                 |  |            |            |            |  |  |       |       |       |  |
|  | A2          | Oliver Rowland         | Oliver Rowland         |                 |  |            |            |            |  |  |       |       |       |  |
|  | A3          | António Félix da Costa | António Félix da Costa |                 |  |            |            |            |  |  |       |       |       |  |
|  | A3          | António Félix da Costa | António Félix da Costa | Oliver Rowland  |  |            |            |            |  |  |       |       |       |  |
|  |             |                        |                        |                 |  |            |            |            |  |  |       |       |       |  |
|  |             |                        | Jake Dennis            |                 |  |            |            |            |  |  |       |       |       |  |
|  | A1          | Jake Dennis            | Jake Dennis            |                 |  |            |            |            |  |  |       |       |       |  |
|  | A1          | Jake Dennis            | Jake Dennis            |                 |  |            |            |            |  |  |       |       |       |  |
|  | A4          | Jean-Éric Vergne       | Jean-Éric Vergne       |                 |  |            |            |            |  |  |       |       |       |  |
|  | A4          | Jean-Éric Vergne       | Jean-Éric Vergne       | Pascal Wehrlein |  |            |            |            |  |  |       |       |       |  |
|  |             |                        |                        |                 |  |            |            |            |  |  |       |       |       |  |
|  |             |                        | Oliver Rowland         |                 |  |            |            |            |  |  |       |       |       |  |
|  | B2          | Maximilian Günther     | Maximilian Günther     |                 |  |            |            |            |  |  |       |       |       |  |
|  | B2          | Maximilian Günther     | Maximilian Günther     |                 |  |            |            |            |  |  |       |       |       |  |
|  | B3          | Edoardo Mortara        | Edoardo Mortara        |                 |  |            |            |            |  |  |       |       |       |  |
|  | B3          | Edoardo Mortara        | Edoardo Mortara        | Pascal Wehrlein |  |            |            |            |  |  |       |       |       |  |
|  |             |                        |                        |                 |  |            |            |            |  |  |       |       |       |  |
|  |             |                        | Maximilian Günther     |                 |  |            |            |            |  |  |       |       |       |  |
|  | B1          | Pascal Wehrlein        | Pascal Wehrlein        |                 |  |            |            |            |  |  |       |       |       |  |
|  | B1          | Pascal Wehrlein        | Pascal Wehrlein        |                 |  |            |            |            |  |  |       |       |       |  |
|  | B4          | Norman Nato            | Norman Nato            |                 |  |            |            |            |  |  |       |       |       |  |

#### Időmérő eredményének összefoglalója
| Poz. | #  | Versenyző              | Csapat          | A        | B        | ND       | KD       | D        | Rajtrács |
| ---- | -- | ---------------------- | --------------- | -------- | -------- | -------- | -------- | -------- | -------- |
| 1.   | 1  | Pascal Wehrlein        | Porsche         | N/A      | 1:11.717 | 1:09.992 | 1:09.859 | 1:09.851 | 1.       |
| 2.   | 23 | Oliver Rowland         | Nissan          | 1:11.899 | N/A      | 1:10.047 | 1:09.905 | 1:09.950 | 2.       |
| 3.   | 27 | Jake Dennis            | Andretti        | 1:11.732 | N/A      | 1:09.957 | 1:09.906 | N/A      | 3.       |
| 4.   | 7  | Maximilian Günther     | DS Penske       | N/A      | 1:11.953 | 1:10.140 | 1:10.351 | N/A      | 4.       |
| 5.   | 13 | António Félix da Costa | Porsche         | 1:11.891 | N/A      | 1:10.107 | N/A      | N/A      | 5.       |
| 6.   | 17 | Norman Nato            | Nissan          | N/A      | 1:11.972 | 1:10.114 | N/A      | N/A      | 6.       |
| 7.   | 48 | Edoardo Mortara        | Mahindra        | N/A      | 1:11.933 | 1:10.461 | N/A      | N/A      | 7.       |
| 8.   | 25 | Jean-Éric Vergne       | DS Penske       | 1:11.952 | N/A      | 1:10.486 | N/A      | N/A      | 8.       |
| 9.   | 2  | Stoffel Vandoorne      | Maserati        | N/A      | 1:12.046 | N/A      | N/A      | N/A      | 9.       |
| 10.  | 37 | Nick Cassidy           | Jaguar          | 1:12.055 | N/A      | N/A      | N/A      | N/A      | 10.      |
| 11.  | 33 | Dan Ticktum            | Cupra Kiro      | N/A      | 1:12.047 | N/A      | N/A      | N/A      | 11.      |
| 12.  | 16 | Sébastien Buemi        | Envision Racing | 1:12.068 | N/A      | N/A      | N/A      | N/A      | 12.      |
| 13.  | 4  | Robin Frijns           | Envision Racing | N/A      | 1:12.161 | N/A      | N/A      | N/A      | 13.      |
| 14.  | 11 | Lucas di Grassi        | Lola            | 1:12.100 | N/A      | N/A      | N/A      | N/A      | 14.      |
| 15.  | 51 | Nico Müller            | Andretti        | N/A      | 1:12.176 | N/A      | N/A      | N/A      | 15.      |
| 16.  | 8  | Sam Bird               | McLaren         | 1:12.113 | N/A      | N/A      | N/A      | N/A      | 16.      |
| 17.  | 5  | Taylor Barnard         | McLaren         | N/A      | 1:12.423 | N/A      | N/A      | N/A      | 17.      |
| 18.  | 55 | Jake Hughes            | Maserati        | 1:12.154 | N/A      | N/A      | N/A      | N/A      | 18.      |
| 19.  | 22 | Zane Maloney           | Lola            | N/A      | 1:12.550 | N/A      | N/A      | N/A      | 19.      |
| 20.  | 3  | David Beckmann         | Cupra Kiro      | 1:12.310 | N/A      | N/A      | N/A      | N/A      | 20.      |
| 21.  | 21 | Nyck de Vries          | Mahindra        | 1:12.317 | N/A      | N/A      | N/A      | N/A      | 21.      |
| 22.  | 9  | Mitch Evans            | Jaguar          | N/A      | N/A      | N/A      | N/A      | N/A      | 22.      |

### Futam
| Poz. | #  | Versenyző              | Csapat                           | Idő/kiesés oka | Rajthely | Pontok |
| ---- | -- | ---------------------- | -------------------------------- | -------------- | -------- | ------ |
| 1.   | 9  | Mitch Evans            | Jaguar TCS Racing                | 1:45:14.758    | 22.      | 25     |
| 2.   | 13 | António Félix da Costa | TAG Heuer Formula E Team         | +0.384         | 5.       | 18+1   |
| 3.   | 5  | Taylor Barnard         | NEOM McLaren Formula E Team      | +0.844         | 17.      | 15     |
| 4.   | 8  | Sam Bird               | NEOM McLaren Formula E Team      | +1.158         | 16.      | 12     |
| 5.   | 48 | Edoardo Mortara        | Mahindra Racing                  | +1.800         | 7.       | 10     |
| 6.   | 21 | Nyck de Vries          | Mahindra Racing                  | +2.640         | 21.      | 8      |
| 7.   | 16 | Sébastien Buemi        | Envision Racing                  | +2.997         | 12.      | 6      |
| 8.   | 33 | Dan Ticktum            | Cupra Kiro                       | +3.683         | 11.      | 4      |
| 9.   | 25 | Jean-Éric Vergne       | DS Penske                        | +4.216         | 8.       | 2      |
| 10.  | 2  | Stoffel Vandoorne      | Maserati MSG Racing              | +4.779         | 9.       | 1      |
| 11.  | 7  | Maximilian Günther     | DS Penske                        | +5.093         | 4.       |        |
| 12.  | 22 | Zane Maloney           | Lola Yamaha ABT Formula E Team   | +6.212         | 19.      |        |
| 13.  | 17 | Norman Nato            | Nissan Formula E Team            | +7.174         | 6.       |        |
| 14.  | 23 | Oliver Rowland         | Nissan Formula E Team            | +11.385        | 2.       |        |
| Ki   | 37 | Nick Cassidy           | Jaguar TCS Racing                | Elektronikai   | 10.      |        |
| Ki   | 1  | Pascal Wehrlein        | TAG Heuer Porsche Formula E Team | Baleset        | 1.       | 3      |
| Ki   | 3  | David Beckmann         | Cupra Kiro                       |                | 20.      |        |
| Ki   | 27 | Jake Dennis            | Andretti Formula E               | Elektronikai   | 3.       |        |
| Ki   | 11 | Lucas di Grassi        | Lola Yamaha ABT Formula E Team   |                | 14.      |        |
| Ki   | 55 | Jake Hughes            | Maserati MSG Racing              | Baleset        | 18.      |        |
| Ki   | 51 | Nico Müller            | Andretti Formula E               | Baleset        | 15.      |        |
| Ni   | 4  | Robin Frijns           | Envision Racing                  |                | 13.      |        |

1. ↑  Hivatalosan Beckmann-é a leggyorsabb kör, de mivel kiesett, így a pontszerzők közül került ki a leggyorsabb kör

## Külső hivatkozások
- Results (angol nyelven). (Hozzáférés: 2024. december 7.)